# Allgemeine Summenformel
Allgemeine Summenformeln werden hauptsächlich in der organischen Chemie verwendet, um die Anzahl der Atome eines Moleküls oder das Zahlenverhältnis zwischen den Atomsorten der homologen Reihe von chemischen Verbindungen anzugeben. Aus den allgemeinen Summenformeln lassen sich die Summenformeln der einzelnen Verbindungen ermitteln.
Beispiel:
Ein Butan-Molekül aus der homologen Reihe der Alkane besitzt vier Kohlenstoffatome (n = 4). Die allgemeine Summenformel der Alkane ist CnH2n+2.
Die Anzahl der Wasserstoffatome ergibt sich dann aus
{\displaystyle 2\cdot n+2=2\cdot 4+2=10}
Die Summenformel von Butan ist demzufolge C4H10.
Bei den Verbindungen, deren funktionelle Gruppen ein Kohlenstoffatom besitzen und die explizit mit angegeben sind, ist n in der Summenformel um je 1 pro funktionelle Gruppe die ein Kohlenstoffatom enthält zu verringern. Ein Molekül der Butansäure (Buttersäure) aus der homologen Reihe der Alkansäuren mit der allgemeinen Summenformel CnH2n+1COOH mit n = 3 besitzt vier Kohlenstoffatome, von denen sich eines in der Carboxygruppe (–COOH) befindet. Daraus folgt die Summenformel von Butansäure C3H7COOH.

## Allgemeine Summenformeln von homologen Reihen
- Alkane: CnH2n+2 (n = 1, 2, 3, 4, …)
- Alkene: CnH2n (n = 2, 3, 4, …)
- Alkine: CnH2n−2 (n = 2, 3, 4, …)
- einwertige Alkanole: CnH2n+1OH (n = 1, 2, 3, 4, …)
- einwertige Alkanale: CnH2n+1CHO (n = 0, 1, 2, 3, 4, …)
- einwertige Alkansäuren: CnH2n+1COOH (n = 0, 1, 2, 3, 4, …)

## Weitere allgemeine Summenformeln
- Cycloalkane: CnH2n+2(1−x) (x ist die Anzahl der Ringe)
- Einfachzucker (Monosaccharide): CnH2nOn [Ausnahmen: Desoxyzucker (z. B. Desoxyribose, C5H10O4)]
- Zweifachzucker (Disaccharide): CnH2n−2On−1
- Arsane: AsnH2n+2
- Borane: BnHm (n, m = ganzzahlig)
- Germane: GenH2n+2
- Kieselsäuren (ringförmig): [Si(OH)2–O–]n
- Silane: SinH2n+2